# ترس ویرجینس
ترس ویرجینس (به اسپانیایی: Las Tres Vírgenes) یک آتشفشان چینه‌ای در مکزیک است که در باخا کالیفرنیا سور واقع شده‌است. ترس ویرجینس ۱٬۹۴۰ متر بالاتر از سطح دریا واقع شده‌است.